# Вспоминая моих грустных шлюх
«Вспоминая моих грустных шлюх» (исп. Memoria de mis putas tristes) — повесть лауреата Нобелевской премии Габриэля Гарсиа Маркеса. Опубликована в 2004 году на испанском языке. Книга стала первым художественным сочинением писателя после более чем 20-летнего перерыва (с 1985 года он опубликовал только книгу воспоминаний). Повесть также оказалась последним произведением в карьере Гарсиа Маркеса — писатель скончался в апреле 2014 года.

## О книге
Повесть была переведена на множество языков мира. Русский перевод (Людмилы Синянской) вышел в 2005 году в издательстве «Онлайн» — это издание, по мнению критики, страдает существенными недостатками. Издательство «Астрель» (Москва) в 2012 году выпустило эту повесть под несколько иным названием: «Вспоминая моих несчастных шлюшек» (также в переводе Л. Синянской, с прологом от переводчика).
В 2007 году опубликована в Иране в переводе на фарси, с изменённым названием (исп. putas, проститутки, переведено как милые). Первое издание тиражом 5000 экземпляров разошлось в трёхнедельный срок, однако затем переиздания были запрещены — как сообщили иранские официальные лица, в связи с тем, что цензурное разрешение было выдано по ошибке.

## Сюжет
Очень старый человек, профессиональный журналист, никогда не желавший связывать себя серьёзными отношениями с женщиной, предпочитая платить за секс, намеревается отпраздновать своё 90-летие ночью с юной девственной девушкой — и неожиданно впервые в жизни испытывает любовь. Он проводит время, наблюдая за тем, как девушка спит, и вспоминает прошлое.

## Экранизация
- Вспоминая моих печальных шлюх (Memoria de mis putas tristes), Дания, Мексика, Испания, 2011, режиссёр Хеннинг Карлсен